# Pobedim
Pobedim (węg. Pobedény) – wieś i gmina (obec) w powiecie Nowe Miasto nad Wagiem, w kraju trenczyńskim, w zachodniej Słowacji. Zamieszkuje ją około 1154 osób (dane z roku 2016).

## Historia
Wieś została wspomniana po raz pierwszy w 1392 w dokumentach historycznych, ale jej teren zamieszkiwany był w czasach późnej epoki kamienia.

## Geografia
Centrum wsi leży na wysokości 167 m n.p.m. Gmina zajmuje powierzchnię 8,61 km².